# پدی اشدون
پدی اشدون (انگلیسی: Paddy Ashdown; ۲۷ فوریهٔ ۱۹۴۱ – ۲۲ دسامبر ۲۰۱۸) سیاستمدار، و دیپلمات اهل بریتانیا بود.
وی همچنین برندهٔ جوایزی همچون نشان امپراتوری بریتانیا شده‌است.